# Чемпіонат Львівського окружного футбольного союзу 1923
Чемпіонат Львівського окружного футбольного союзу 1923 (пол. Mistrzostwo Lwowskiego Związku Okręgowego Piłki Nożnej 1923) — футбольні змагання за титул чемпіона Львівського окружного футбольного союзу, які проводились на території Станиславівського, Тернопільського та частково Львівського (без команд Ряшева, які виступали у складі Краківського округу) воєводств. Змагання проходили в трьох класах: Клас «A», Клас «B» та Клас «C». Членами Львівського окружного футбольного союзу станом на 20 лютого 1923 року було 44 клуби і 1068 футболістів.

Чемпіон округу здобував право на участь у чемпіонаті Польщі.

## КЛАС «A»
У змаганнях в класі «A» взяли участь шість команд. До минулорічних учасників добавились львівська «Гасмонея».
За підсумками змагань, остання команда Класу «А» вибуває в Клас «В». ЇЇ місце має зайняти краща самостійна команда Класу «В». 
Рекорд всіх часів встановила «Ревера», яка програла львівській «Поґоні» з розгромним рахунком 1:21. 
Останнє місце в чемпіонаті зайняла «Ревера» і мала залишити Клас «А», але через кілька місяців після закінчення змагань, 27 жовтня 1923 року Львівський Окружний Футбольний Союз у матчі «Лехія» - «Ревера», який відбувся ще 6 червня, і закінчився перемогою львів’ян з рахунком 1:0, зарахував «Лехії» поразку 0:5 за участь незаявленого гравця. При рівності очок у «Лехії» і «Ревери», станиславівська команда розмістилась у таблиці вище за рахунок більшої кількості виграшів (хоча за тодішніми правилами до уваги в першу чергу бралось співвідношення м'ячів).  
Протест «Лехії» у Польський футбольний союз  було відхилено. 
Але вже весною наступного року результати змагання в Класі «Б» було анульовано, і як наслідок ніхто не піднявся з Класу «В» в Клас «А», відповідно і з Класу «А» ніхто не вибув. І львівська «Лехія» і станиславівська «Ревера» продовжили виступи в Класі "А".
Не зазнавши ні одної поразки, чемпіонами округу знову стали футболісти «Погоні», в складі якої виступали: Владислав Гачевський, Тадеуш Іґнаровіч, Владислав Олєярчик, Едвард Ґуліч,  Людвік Шнайдер, Казімеж Вуйціцький,  Мечислав Бач, Юзеф Ґарбєнь, Вацлав Кухар, Юзеф Слонецький, Антоні Юрась.
| М  | Команда/Місто            | 1    | 2   | 3   | 4    | 5    | 6    | І  | В | Н | П | М'ячі   | СМ   | О  |
| -- | ------------------------ | ---- | --- | --- | ---- | ---- | ---- | -- | - | - | - | ------- | ---- | -- |
|    | ЛКС «Погонь» Львів       |      | 6:1 | 4:0 | 6:3  | 8:0  | 6:0  | 10 | 9 | 1 | 0 | 68 : 10 | 6,8  | 19 |
|    | 1.ЛКС «Чарні» Львів      | 2:2  |     | 5:2 | 2:2  | 1:0  | 4:0  | 10 | 6 | 2 | 2 | 26 : 17 | 1,53 | 14 |
|    | ПКС «Полонія» Перемишль  | 2:6  | 4:2 |     | 5:2  | 6:2  | 2:2  | 10 | 3 | 4 | 3 | 27 : 29 | 0,93 | 10 |
| 4. | ЖКС «Гасмонея» Львів     | 1:5  | 1:2 | 1:1 |      | 2:0  | 0:52 | 10 | 2 | 3 | 5 | 18 : 27 | 0,67 | 7  |
| 5. | СКС «Ревера» Станиславів | 1:21 | 0:4 | 2:2 | 0:51 |      | 2:0  | 10 | 1 | 1 | 8 | 12 : 49 | 0,24 | 5  |
| 6. | ЛКС «Лехія» Львів        | 0:4  | 0:3 | 3:3 | 1:1  | 0:53 |      | 10 | 2 | 3 | 5 | 11 : 30 | 0,37 | 5  |

1 — результат матчу «Ревера» — «Гасмонея» —– 1:1 анульовано. «Ревері» зараховано технічну поразку 0:5 за участь незаявленого гравця.
2 — результат матчу «Гасмонея» —  «Лехія»  —– 0:0 анульовано.
3 — результат матчу  «Лехія» — «Ревера» —–  1:0 анульовано, «Лехії» зараховано технічну поразку 0:5 за участь незаявленого гравця.
Результат матчу «Полонія» Перемишль — «Гасмонея» Львів —– 5:2, який відбувся 29 квітня 1923 року було анульовано Відділом ігор і дисциплін Львівського окружного футбольного союзу після протесту «Гасмонеї» через безлад на трибунах стадіону і призначено перегравання на нейтральному полі. «Полонія»  оскаржила таке рішення і ЛОСФ відмінив рішення Відділу ігор і дисциплін та затвердив результат матчу.

## КЛАС «B»
Всі команди класу «B» поділені на три підокруги за територіальним принципом: Львівський, Перемиський та Станиславівський. Львівський підокруг у свою чергу ділився на дві групи. 
Переможці груп виходили у другий етап, де визначали переможця Класу «В», та команду яка мала перейти в наступному сезоні у Клас «А». Команди які зайняли останні місця в групах, визначали двох невдах, які за підсумками змагань мали вибути у Клас «С». Другі команди клубів Класу «А» не беруть участь у матчах за вихід в Клас «А» та виліт у Клас «С». 
Переможцями турніру в Класі «B» та кваліфікації за право виступати в наступному сезоні в Класі «А» стали футболісти стрийської «Погоні». Стрияни в цьому сезоні не зазнали жодної поразки і навіть розгромили з великим рахунком визнаних фаворитів, дублерів львівських «Чарних» та «Погоні». 
Але під кінець турніру, коли більшість результатів було затверджено (результати всіх ігор затверджував Відділ ігор та дисципліни ЛОФС, враховуючи всі протести), виявилось що гравець стрийської «Погоні» Генрік Чех був дискваліфікованим Варшавським окружним футбольним союзом  на 6 місяців (із 21 червня 1923 року), за наклеп на віце-президента Варшавського окружного футбольного союзу. Відділ ігор і дисципліни Львівського окружного союзу футболу анулював результати всіх ігор «Погоні» та зарахував їй поразки 0:5. Переможцем кваліфікаційного турніру за право виступати в Класі «A» визнано львівський АЗС, як команду яка зайняла друге місце після стрийської «Погоні». 
А в кінці року Львівський окружний футбольний союз відмінив рішення Відділу ігор та дисципліни ЛОФС і визнав «Погонь» Стрий переможцем Класу «B» та надав право виступати в сезоні 1924 в Класі «А», враховуючи те, що клуб не володів інформацією про дискваліфікацію футболіста і подав всі необхідні документи до Львівського окружного футбольного союзу, в якого також не було інформації про дискваліфікацію Генріка Чеха Варшавським окружним футбольним союзом.
Але це ще був не кінець, 11 квітня 1924 року Відділ ігор і дисципліни Польського футбольного союзу анулював підсумки змагань у Класі «В» Львівського округу. Як наслідок, ніхто не переходить в Клас «А» і львівські «Орлята» та станиславівський «Гакоях», які зайняли останні місця в турнірі за збереження прописки і мали опуститись в Клас «С», залишаються в Класі «В». 

Фінальний турнір за чемпіонство класу «В»
| М  | Команда/Місто          | 1   | 2   | 3   | 4    | І | В | Н | П | М'ячі   | СМ   | О  |
| -- | ---------------------- | --- | --- | --- | ---- | - | - | - | - | ------- | ---- | -- |
| 1. | СКС «Погонь» Стрий     |     | 2:2 | 3:2 | 3:1  | 6 | 4 | 2 | 0 | 22 : 9  | 2,44 | 10 |
| 2. | «Чарні ІІ» Львів       | 1:5 |     | 1:0 | 5:1  | 6 | 3 | 1 | 2 | 15 : 13 | 1,15 | 7  |
| 3. | «Погонь II» Львів      | 0:6 | 5:1 |     | 0:52 | 6 | 2 | 0 | 4 | 10 : 17 | 0,59 | 4  |
| 4. | КС «Сокіл» Станиславів | 3:3 | 0:5 | 1:3 |      | 6 | 1 | 1 | 4 | 11 : 19 | 0,57 | 3  |

| М  | Команда/Місто          | 1    | 2    | 3   | 4    | І | В | Н | П | М'ячі   | СМ   | О  |
| -- | ---------------------- | ---- | ---- | --- | ---- | - | - | - | - | ------- | ---- | -- |
| 1. | СКС «Погонь» Стрий     |      | 1:0  | 3:1 | 5:0* | 6 | 4 | 2 | 0 | 18 : 5  | 3,6  | 10 |
| 2. | АЗС Львів              | 1:1  |      | 1:4 | 4:0  | 6 | 3 | 1 | 2 | 16 : 6  | 2,67 | 7  |
| 3. | КС «Сокіл» Станиславів | 3:3  | 0:53 |     | 5:0* | 6 | 3 | 1 | 2 | 18 : 12 | 1,5  | 7  |
| 4. | РКС Львів              | 0:5* | 0:51 | 0:5 |      | 6 | 0 | 0 | 6 | 0 : 29  | 0    | 0  |

* — технічний результат/неявка.
1 — результат матчу РКС Львів – АЗС Львів —– 2:2 анульовано. РКС зараховано технічну поразку 0:5.
2 — матч «Погонь II» Львів – «Сокіл» Станиславів не відбувся, так як господарі вчасно не попередили суперника про час та місце початку матчу. Господарям зараховано технічну поразку 0:5.
3 — результат матчу «Сокіл» Станиславів – АЗС Львів —– 1:0 анульовано, «Соколу» зараховано технічну поразку 0:5 через відсутність сіток на воротах.
Результат матчу «Сокіл» Станиславів –  «Погонь» Стрий —– 3:3, який відбувся 23 вересня 1923 року було анульовано Відділом ігор і дисциплін Львівського окружного футбольного союзу і присуджено обом командам програш 0:5, —– «Соколу» через відсутність сіток на воротах, «Погоні» через участь в грі дискваліфікованого гравця Генріка Чеха. Після протесту стрийської «Погоні» Львівський окружний футбольний союз відмінив рішення Відділу ігор і дисциплін ЛОФС оскільки клуб не володів інформацією про дискваліфікацію гравця.

### Груповий турнір
I. Підокруг Львів
В Клас «В» включили львівську «Спарту» за старі заслуги, та авансом студентську команду АЗС Львів.
| М  | Команда/Місто         | 1    | 2    | 3   | 4    | 5    | І | В | Н | П | М'ячі   | СМ   | О  |
| -- | --------------------- | ---- | ---- | --- | ---- | ---- | - | - | - | - | ------- | ---- | -- |
| 1. | «Чарні ІІ» Львів      |      | 10:1 | 2:2 | 6:1  | 5:0* | 8 | 7 | 1 | 0 | 41 : 5  | 8,2  | 15 |
| 2. | РКС Львів             | 0:5  |      | 1:0 | 1:2  | 2:1  | 8 | 5 | 0 | 3 | 14 : 19 | 0,74 | 10 |
| 3. | СДС II «Орлята» Львів | 1:3  | 0:1  |     | 1:0  |      | 7 | 2 | 2 | 3 | 10 : 8  | 1,25 | 6  |
| 4. | «Лехія ІІ» Львів      | 0:5  | 1:3  | 0:5 |      | 2:0  | 8 | 3 | 0 | 5 | 11 : 21 | 0,52 | 6  |
| 5. | «Гасмонея ІІ» Львів   | 0:5* | 0:5* | 1:1 | 0:51 |      | 7 | 0 | 1 | 6 | 2 : 25  | 0,08 | 1  |

| М  | Команда/Місто       | 1   | 2    | 3    | 4    | 5   | І | В | Н | П | М'ячі   | СМ   | О  |
| -- | ------------------- | --- | ---- | ---- | ---- | --- | - | - | - | - | ------- | ---- | -- |
| 1. | «Погонь ІІ» Львів   |     | 1:1  | 10:0 | 10:0 | 6:1 | 8 | 7 | 1 | 0 | 42 : 5  | 8,4  | 15 |
| 2. | АЗС Львів           | 2:5 |      | 1:1  | 3:2  | 1:1 | 8 | 3 | 4 | 1 | 17 : 12 | 1,42 | 10 |
| 3. | ЛКС «Спарта» Львів  | 0:2 | 0:5* |      | 3:0  | 4:4 | 8 | 2 | 2 | 4 | 12 : 26 | 0,46 | 6  |
| 4. | ЖКС «Ютженка» Львів | 0:3 | 0:0  | 3:0  |      | 1:4 | 8 | 2 | 1 | 5 | 9 : 24  | 0,37 | 5  |
| 5. | ЛКС «Бялі» Львів    | 1:5 | 2:4  | 1:4  | 1:3  |     | 8 | 1 | 2 | 5 | 15 : 28 | 0,54 | 4  |

* — технічний результат/неявка.
1 — результат матчу «Гасмонея II» Львів – «Лехія II» Львів —– 0:1 анульовано, другій команді «Гасмонеї» зараховано технічну поразку 0:5.
Результат матчу «Спарта» Львів – АЗС Львів —– 4:4, який відбувся 10 травня 1923 року було анульовано Відділом ігор і дисциплін Львівського окружного футбольного союзу і присуджено «Спарті» технічну поразку 0:5 за участь незаявленого гравця. Після протесту «Спарти» Львівський окружний футбольний союз відмінив рішення Відділу ігор і дисциплін ЛОФС і затвердив результат матчу.
| М  | Команда/Місто           | 1    | 2    | 3    | 4    | І | В | Н | П | М'ячі  | СМ   | О  |
| -- | ----------------------- | ---- | ---- | ---- | ---- | - | - | - | - | ------ | ---- | -- |
| 1. | СКС «Погонь» Стрий      |      | 5:0* | 4:0  | 4:1  | 6 | 6 | 0 | 0 | 21 : 2 | 10,5 | 12 |
| 2. | ЖКС «Гаґібор» Перемишль | 0:1  |      | 5:0* | 5:0* | 6 | 3 | 0 | 3 | 14 : 8 | 1,75 | 6  |
| 3. | СКС «Корона» Самбір     | 1:2  | 1:0  |      | 4:0  | 6 | 2 | 0 | 4 | 6 : 16 | 0,37 | 4  |
| 4. | «Полонія ІІ» Перемишль  | 0:51 | 1:4  | 5:0* |      | 6 | 1 | 0 | 5 | 7 : 22 | 0,32 | 2  |

| М  | Команда/Місто            | 1   | 2    | 3    | 4    | І | В | Н | П | М'ячі   | СМ   | О  |
| -- | ------------------------ | --- | ---- | ---- | ---- | - | - | - | - | ------- | ---- | -- |
| 1. | КС «Сокіл» Станиславів   |     | 4:0  | 5:0  | 5:01 | 6 | 5 | 1 | 0 | 21 : 4  | 5,25 | 11 |
| 2. | «Ревера ІІ» Станиславів  | 0:1 |      | 5:0* | 0:2  | 6 | 3 | 0 | 3 | 15 : 7  | 2,14 | 6  |
| 3. | ПКС «Креси» Тарнополь    | 3:3 | 0:52 |      | 5:0* | 6 | 2 | 1 | 3 | 13 : 19 | 0,68 | 5  |
| 4. | ЖКС «Гакоах» Станиславів | 1:3 | 0:5* | 1:5  |      | 6 | 1 | 0 | 5 | 4 : 23  | 0,17 | 2  |

### Кваліфікація за перехід до Класу «C»
(Турнір за збереження прописки в Класі «B»)
В турнірі взяли участь команди, які зайняли останні місця в групах. Якщо останнє місце займали дублери клубу «А» Класу, тоді в турнірі за перехід в Клас «С» грає самостійний клуб, який зайняв найнижче місце. 
За підсумками змагань два клуби мають опуститись в Клас «С».
| М  | Команда/Місто            | 1    | 2   | 3   | 4    | І | В | Н | П | М'ячі   | СМ   | О  |
| -- | ------------------------ | ---- | --- | --- | ---- | - | - | - | - | ------- | ---- | -- |
| 1. | ЛКС «Бялі» Львів         |      | 4:0 | 4:1 | 5:04 | 6 | 5 | 0 | 1 | 23 : 3  | 7,67 | 10 |
| 2. | СКС «Корона» Самбір      | 2:0  |     | 8:0 | 5:03 | 6 | 4 | 1 | 1 | 22 : 8  | 2,75 | 9  |
| 3. | ЖКС «Гакояг» Станиславів | 0:52 | 1:1 |     | 5:0* | 6 | 2 | 1 | 3 | 10 : 20 | 0,5  | 5  |
| 4. | СДС II «Орлята» Львів    | 0:51 | 3:6 | 2:3 |      | 6 | 0 | 0 | 6 | 5 : 29  | 0,17 | 0  |

* — технічний результат/неявка.
1 — в матчі «Орлята» Львів – «Бялі» Львів суддя зарахував господарям технічну поразку 0:5 за непідготовленість поля до гри, — погано нанесена розмітка поля. Вирішено зіграти матч як товариський, але на 20-й хвилині при рахунку 0:1 на користь «Білих» суддя припинив гру через грубість «Орлят».
2 — в матчі «Гакояг» Станиславів – «Бялі» Львів при рахунку 2:0 суддя вилучив двох гравців «Білих». Коли вони відмовились залишати поле, присудив «Гакоягу» технічну перемогу 5:0. «Білі» подали протест і ЛОФС з незрозумілих причин зарахував єврейській команді поразку 0:5.
3 — результат матчу «Корона» Самбір  – «Орлята» Львів – 2:0 анульовано. «Короні»  присуджено перемогу 5:0.
4 — результат матчу «Бялі» Львів – «Орлята» Львів – 2:4 анульовано, «Орлятам» зараховано технічну поразку 0:5 за участь незаявленого гравця.
Після закінчення змагань ЖКС «Гакояг» Станиславів дискваліфіковані на 12 місяців за гру з українським УСК «Буй-Тур» Станиславів. Українці бойкотували офіційні польські змагання і тому з ними не можна було проводити матчі, як з не членами Футбольного Союзу. 

## КЛАС «C»
54 команди Класу «С» розділено на три підокруги за територіальним принципом: Львівський, Перемиський та Станиславівський. Кожен з підокругів поділявся на декілька груп. 
Переможці груп виходили в другий етап, де в матчах на вибування визначали дві команди, які за підсумками змагань мають піднятися в Клас «В». Якщо перше місце в групі займала команда резервістів клубу «А» чи «В» Класу то в плей-офф виходить краща самостійна команда. Спочатку проводились матчі в два етапи між переможцями груп в межах підокругу, після чого переможці підокругів на третьому етапі визначали дві команди, які мають піднятись в Клас «В». 
Рішенням ЛОФС два єврейські клуби (ЖКС «Єгуда» Тарнополь – ЖРКС «Метал» Львів) мали грати між собою за путівку в Клас «В», а Перемишльський «Чувай» здобував підвищення в класі без гри, як писала тодішня єврейська преса, щоб не допустити підняття в класі двох єврейських команд. Провокація вдалася, в першому матчі в Тернополі через заворушення на полі, «Єгуду» виключили з числа членів ЛОФС, другий матч проводити вже не було потреби. Підвищення в класі здобули «Метал» та «Чувай».
| Турнір переможців підокругів за право виступати в Класі «В»(3-й етап) |
| --------------------------------------------------------------------- |
| ЖКС «Єгуда» Тарнополь – ЖРКС «Метал» Львів↑ — 0:51                    |
| ГКС «Чувай» Перемишль↑ — без ігор.                                    |

1 — в матчі «Єгуда» Тарнополь – «Метал» Львів гравець господарів разом з іншими членами клубу атакував суддю, не задоволений його рішенням. Відділ ігор і дисциплін ЛОФС зарахував господарям поразку 0:5, а ЖКС «Єгуда» Тарнополь виключено із списку членів Львівського окружного футбольного союзу. Як наслідок, матч-відповідь вже не відбувся.  

### I.ПідокругЛьвів
З цього сезону резервові команди Львівського підокругу Класу «С» відокремлено в окремі групи.
ЖКС «Одвет» Львів змінив назву на ЛКС «Олімпія» Львів.
| Турнір переможців груп Львівського підокругу:          |
| Перший етап                                            |
| ------------------------------------------------------ |
| ЖРКС «Метал» Львів – ЛКС «Львовянка» Львів —– 4:1, 1:2 |
| ЛКС «Стрілець» Львів – ДКС Львів —– 0:51, 1:1          |
| Другий етап                                            |
| ЖРКС «Метал» Львів – ДКС Львів —– 5:0, 12:0            |

| М  | Команда/Місто        | 1    | 2   | 3   | 4   | І | В | Н | П | М'ячі   | СМ   | О |
| -- | -------------------- | ---- | --- | --- | --- | - | - | - | - | ------- | ---- | - |
| 1. | «Чарні III» Львів    |      | 1:1 | 4:1 | 1:2 | 6 | 2 | 3 | 1 | 15 : 8  | 1,87 | 7 |
| 2. | «Погонь ІІІ» Львів   | 1:1  |     | 0:2 |     | 5 | 2 | 2 | 1 | 14 : 4  | 3,5  | 6 |
| 3. | «Лехія ІІІ» Львів    | 3:3  | 0:8 |     | 2:4 | 6 | 2 | 1 | 3 | 11 : 19 | 0,58 | 5 |
| 4. | «Гасмонея ІІІ» Львів | 0:5* | 0:4 | 0:3 |     | 5 | 2 | 0 | 3 | 6 : 15  | 0,4  | 4 |

| М  | Команда/Місто     | 1   | 2   | 3    | І | В | Н | П | М'ячі  | СМ  | О |
| -- | ----------------- | --- | --- | ---- | - | - | - | - | ------ | --- | - |
| 1. | «Погонь IV» Львів |     | 1:0 | 5:0* | 4 | 3 | 1 | 0 | 9 : 1  | 9   | 7 |
| 2. | РКС ІІ Львів      | 1:1 |     | 4:0  | 3 | 1 | 1 | 1 | 5 : 2  | 2,5 | 3 |
| 3. | «Бялі ІІ» Львів   | 0:2 |     |      | 3 | 0 | 0 | 3 | 0 : 11 | 0   | 0 |

| М  | Команда/Місто      | 1   | 2   | 3   | І | В | Н | П | М'ячі  | СМ   | О |
| -- | ------------------ | --- | --- | --- | - | - | - | - | ------ | ---- | - |
| 1. | «Чарні IV» Львів   |     | 2:1 | 7:0 | 3 | 2 | 1 | 0 | 11 : 3 | 3,67 | 5 |
| 2. | «Ютженка ІІ» Львів | 2:2 |     | 4:2 | 4 | 1 | 2 | 1 | 9 : 8  | 1,12 | 4 |
| 3. | «Орлята ІІ» Львів  |     | 2:2 |     | 3 | 0 | 1 | 2 | 4 : 13 | 0,31 | 1 |

| М  | Команда/Місто      | 1    | 2   | 3   | І | В | Н | П | М'ячі  | СМ   | О |
| -- | ------------------ | ---- | --- | --- | - | - | - | - | ------ | ---- | - |
| 1. | ЖРКС «Метал» Львів |      | 2:0 | 5:0 | 4 | 3 | 0 | 1 | 13 : 2 | 6,5  | 6 |
| 2. | ЖКС «Світєж» Львів | 2:1  |     |     | 3 | 1 | 0 | 2 | 3 : 7  | 0,43 | 2 |
| 3. | КС «Любіч» Жовква  | 0:5* | 4:1 |     | 3 | 1 | 0 | 2 | 4 : 11 | 0,36 | 2 |

| М  | Команда/Місто        | 1   | 2   | 3    | І | В | Н | П | М'ячі   | СМ   | О |
| -- | -------------------- | --- | --- | ---- | - | - | - | - | ------- | ---- | - |
| 1. | ЛКС «Стрілець» Львів |     | 5:0 | 5:0* | 4 | 4 | 0 | 0 | 21 : 1  | 21   | 8 |
| 2. | КС «Кресовія» Львів  | 1:4 |     | 11:0 | 4 | 1 | 0 | 3 | 12 : 10 | 1,2  | 2 |
| 3. | ЛКС «Олімпія» Львів  | 0:7 | 1:0 |      | 4 | 1 | 0 | 3 | 1 : 23  | 0,04 | 2 |

| М  | Команда/Місто         | 1   | 2   | 3   | І | В | Н | П | М'ячі  | СМ   | О |
| -- | --------------------- | --- | --- | --- | - | - | - | - | ------ | ---- | - |
| 1. | ЛКС «Львовянка» Львів |     | 4:1 | 9:0 | 4 | 3 | 0 | 1 | 19 : 5 | 3,8  | 6 |
| 2. | ЖКС «Аматожи» Львів   | 3:0 |     | 4:1 | 4 | 3 | 0 | 1 | 13 : 6 | 2,17 | 6 |
| 3. | ЖРКС «Сила» Львів     | 1:6 | 1:5 |     | 4 | 0 | 0 | 4 | 3 : 24 | 0,12 | 0 |

| М  | Команда/Місто       | 1    | 2   | 3   | І | В | Н | П | М'ячі  | СМ   | О |
| -- | ------------------- | ---- | --- | --- | - | - | - | - | ------ | ---- | - |
| 1. | ДКС Львів           |      | 2:1 | 1:4 | 4 | 3 | 0 | 1 | 13 : 5 | 2,6  | 6 |
| 2. | ЛКС «Унія» Львів    | 0:5  |     | 6:2 | 4 | 2 | 0 | 2 | 9 : 9  | 1    | 4 |
| 3. | ЖРКС «Напшуд» Львів | 0:5* | 0:2 |     | 4 | 1 | 0 | 3 | 6 : 14 | 0,43 | 2 |

* — технічний результат/неявка.
1 — результат матчу «Стрілець» Львів – ДКС Львів анульовано через участь незаявленого гравця в складі ЛКС «Стрілець» .

### II.ПідокругПеремишль
ЖКС «Гашахер» Перемишль об’єднався з ЖКС «Гаґібор» Перемишль , тому у всіх матчах їм зараховано поразки 0:5. 
Серед команд, які виступали в минулому сезоні відсутні резервові команди стрийської «Погоні» та самбірської «Корони», а також ЖРКС «Лябор» Перемишль і ПКС «Спарта» Перемишль, — що припинила існування.  Гірнича команда ПКС «Ґражина» Дрогобич («Вавель»), яка мала виступати в IV групі, припинила існування. Замість неї в групу включили СКС «Чарні» Дрогобич. 
«Бетар» Дрогобич на початку сезону змінив назву на ЖТГС Дрогобич.
| Турнір переможців груп Перемиського підокругу:               |
| Перший етап                                                  |
| ------------------------------------------------------------ |
| ЖТҐС «Дрор» Ярослав – КС «Стрілець» Перемишль —– 1:1, 1:3    |
| ГКС «Чувай» Перемишль – ЖКС «Гакояг» Стрий —– 10:1, 3:1      |
| Другий етап                                                  |
| ГКС «Чувай» Перемишль – КС «Стрілець» Перемишль —– 5:01, 1:0 |

| М  | Команда/Місто           | 1   | 2    | 3    | І | В | Н | П | М'ячі  | СМ   | О |
| -- | ----------------------- | --- | ---- | ---- | - | - | - | - | ------ | ---- | - |
| 1. | «Гаґібор ІІ» Перемишль  |     | 5:0* | 2:2  | 4 | 2 | 1 | 1 | 12 : 6 | 2,0  | 5 |
| 2. | «Полонія ІІІ» Перемишль | 4:2 |      | 5:0* | 4 | 2 | 0 | 2 | 9 : 12 | 0,75 | 4 |
| 3. | ЖТҐС «Дрор» Ярослав     | 0:3 | 5:0* |      | 4 | 1 | 1 | 2 | 7 : 10 | 0,7  | 3 |

| М  | Команда/Місто           | 1    | 2    | 3    | 4    | І | В | Н | П | М'ячі   | СМ   | О  |
| -- | ----------------------- | ---- | ---- | ---- | ---- | - | - | - | - | ------- | ---- | -- |
| 1. | КС «Стрілець» Перемишль |      | 4:1  | 5:0* | 5:0* | 6 | 5 | 1 | 0 | 25 : 2  | 12,5 | 11 |
| 2. | ЯКС «Ярославія» Ярослав | 1:1  |      |      | 5:0* | 5 | 3 | 1 | 1 | 17 : 5  | 3,4  | 7  |
| 3. | ВКС Перемишль           | 0:5* | 0:5* |      | 5:0* | 5 | 2 | 0 | 3 | 10 : 15 | 0,67 | 4  |
| 4. | ЖКС «Гашахер» Перемишль | 0:5* | 0:5* | 0:5* |      | 6 | 0 | 0 | 6 | 0 : 30  | 0    | 0  |

| М  | Команда/Місто         | 1    | 2    | 3    | І | В | Н | П | М'ячі   | СМ   | О |
| -- | --------------------- | ---- | ---- | ---- | - | - | - | - | ------- | ---- | - |
| 1. | ГКС «Чувай» Перемишль |      | 5:0  | 5:0* | 4 | 4 | 0 | 0 | 21 : 0  | ∞    | 8 |
| 2. | ПКС «Чарні» Перемишль | 0:6  |      | 5:0* | 4 | 2 | 0 | 2 | 10 : 11 | 0,91 | 4 |
| 3. | ЛКС «Орел» Ланьцут    | 0:5* | 0:5* |      | 4 | 0 | 0 | 4 | 0 : 20  | 0    | 0 |

| М  | Команда/Місто        | 1   | 2   | 3   | 4   | І | В | Н | П | М'ячі   | СМ   | О  |
| -- | -------------------- | --- | --- | --- | --- | - | - | - | - | ------- | ---- | -- |
| 1. | ЖКС «Гакояг» Стрий   |     | 3:1 | 2:1 | 8:0 | 6 | 6 | 0 | 0 | 25 : 2  | 12,5 | 12 |
| 2. | СКС «Чарні» Дрогобич | 0:5 |     | 1:5 | 3:1 | 6 | 3 | 0 | 3 | 10 : 14 | 0,71 | 6  |
| 3. | ЖТГС Дрогобич        | 0:1 | 0:3 |     | 1:1 | 6 | 1 | 1 | 4 | 8 : 10  | 0,8  | 3  |
| 4. | КС «Колєяж» Дрогобич | 0:6 | 0:2 | 2:1 |     | 6 | 1 | 1 | 4 | 4 : 21  | 0,19 | 3  |

* — технічний результат/неявка.
1 — результат матчу «Чувай» Перемишль – «Стрілець» Перемишль —– 2:3 анульовано. «Стрільцю» зараховано технічну поразку 0:5 за участь незаявленого гравця.

### III.ПідокругСтаниславів
ЖКС «Йордан» Станиславів припинив існування, більшість гравців якого перейшли в ЖКС «Гакояг» Станиславів. Серед команд, які виступали минулого сезону відсутні резервісти станиславівського «Гакоягу» та СКС «Злочовія» Золочів. Також КС «Покуття» Городенка, які не брали участі в офіційних змаганнях, викреслені зі списку членів ЛОФС.
| Турнір переможців груп Станиславівського підокругу:            |
| Перший етап                                                    |
| -------------------------------------------------------------- |
| ЖКС «Єгуда» Тарнополь – КС «Любіч» Броди —– 3:0, 3:0           |
| Другий етап                                                    |
| ЖКС «Єгуда» Тарнополь – СКС «Бистриця» Станиславів —– 1:0, 1:1 |

| М  | Команда/Місто              | 1    | 2    | 3    | 4    | 5    | І | В | Н | П | М'ячі   | СМ   | О  |
| -- | -------------------------- | ---- | ---- | ---- | ---- | ---- | - | - | - | - | ------- | ---- | -- |
| 1. | СКС «Бистриця» Станиславів |      | 6:0  | 3:0  | 5:0* | 5:0* | 8 | 7 | 0 | 1 | 36 : 4  | 9,0  | 14 |
| 2. | «Сокіл ІІ» Станиславів     | 4:2  |      | 6:3  | 5:0  | 5:0* | 8 | 7 | 0 | 1 | 33 : 11 | 3,0  | 14 |
| 3. | ПКС «Бистриця» Надвірна    | 0:5* | 0:5* |      | 5:0* | 5:0* | 8 | 4 | 0 | 4 | 23 : 19 | 1,21 | 8  |
| 4. | «Ревера ІІІ» Станиславів   | 0:5* | 0:3  | 0:5* |      | 5:0* | 8 | 5 | 0 | 6 | 10 : 28 | 0,36 | 4  |
| 5. | ЖКС «Йордан» Станиславів   | 0:5* | 0:5* | 0:5* | 0:5* |      | 8 | 0 | 0 | 0 | 0 : 40  | 0    | 0  |

| М  | Команда/Місто         | 1   | 2    | 3   | І | В | Н | П | М'ячі  | СМ   | О |
| -- | --------------------- | --- | ---- | --- | - | - | - | - | ------ | ---- | - |
| 1. | ЖКС «Єгуда» Тарнополь |     | 1:0  | 5:1 | 4 | 3 | 0 | 1 | 10 : 4 | 2,5  | 6 |
| 2. | «Креси ІІ» Тарнополь  | 3:2 |      | 2:0 | 4 | 2 | 0 | 2 | 5 : 8  | 0,62 | 4 |
| 3. | КС «Сенява» Бережани  | 0:2 | 5:0* |     | 4 | 1 | 0 | 3 | 6 : 9  | 0,66 | 2 |

| М  | Команда/Місто    | 1   | 2    | І | В | Н | П | М'ячі | СМ   | О |
| -- | ---------------- | --- | ---- | - | - | - | - | ----- | ---- | - |
| 1. | КС «Любіч» Броди |     | 5:0* | 2 | 1 | 0 | 1 | 5 : 1 | 5    | 2 |
| 2. | ЖКС Золочів      | 1:0 |      | 2 | 1 | 0 | 1 | 1 : 5 | 0,20 | 2 |

* — технічний результат/неявка.

## Чемпіонат Польщі
У 1923 році в чемпіонаті Польщі, як і в попередньому сезоні,  взяли участь вісім переможців окружних змагань, які були розділені на дві групи. Львівська «Погонь» виступала в східній групі разом з варшавською «Полонією», «Лаудою» з Вільно та Військовим клубом із Любліна. Не втративши жодного очка львівяни зайняли перше місце і вийшли у фінал. 
У фіналі «Поґонь» зустрілись із переможцем західної групи краківською «Віслою», яка в своїй групі була кращою від «Варти» Познань, ЛКС із Лодзі та чемпіона Верхньої Сілезії (пол. Górny Śląsk) «Іскри» із Семяновіц (Лаурагута). 
Розгромивши «Віслу» у першому фінальному матчі, «Поґонь» поступилась мінімально краківянам на виїзді. Оскільки тоді різниця м’ячів не бралась до уваги, був призначений додатковий матч на нейтральному полі (у Варшаві). Забивши гол у додатковий час, львівяни вдруге поспіль стали чемпіонами країни.
Чемпіонами Польщі в складі «Погоні» стали: Мечислав Кухар, Тадеуш Іґнаровіч, Владислав Олєярчик, Едвард Ґуліч, Броніслав Фіхтель,  Людвік Шнайдер, Ян Воляк,  Юзеф Слонецький, Юзеф Ґарбєнь,  Вацлав Кухар,  Мечислав Бач, Антоні Юрас.
Тренер: Карл Фішер («Чарлі») (Австрія)
Південна група.
| М  | Команда/Місто     | І | В | Н | П | М'ячі | СМ   | О  |
| -- | ----------------- | - | - | - | - | ----- | ---- | -- |
| 1. | «Поґонь» Львів    | 6 | 6 | 0 | 0 | 42:3  | 14,0 | 12 |
| 2. | «Полонія» Варшава | 6 | 4 | 0 | 2 | 24:12 | 2,0  | 8  |
| 3. | «Лауда» Вільно    | 6 | 1 | 1 | 4 | 4:26  | 0,15 | 3  |
| 4. | ВКС Люблін        | 6 | 0 | 1 | 5 | 1:30  | 0,03 | 1  |

| Львів | Виїзд |
| -     |       |
| 6:1   | 5:1   |
| 13:0  | 3:1   |
| 7:0   | 8:0   |

### Фінал
| 14 жовтня 1923 року 14:30 |

| «Погонь» (Львів)                      | 3 : 0 (1:0) | «Вісла» (Краків) |
| ------------------------------------- | ----------- | ---------------- |
| В. Кухар 39' Гарбень 62' В. Кухар 64' |             |                  |

| стадіон: «Поґонь» Львів Глядачів: 8 000 Арбітр: Александер Жьонса (Краків) |

| 4 листопада 1923 року 14:30 |

| «Вісла» (Краків)           | 2 : 1 (1:0) | «Погонь» (Львів)                                                   |
| -------------------------- | ----------- | ------------------------------------------------------------------ |
| Рейман 17' Ковальський 61' |             | Батч (34, над перекладиною) · В. Кухар 63' · Гарбень (77, воротар) |

| стадіон: «Вісла» Краків Глядачів: 4 000 Арбітр: Александер Жьонса (Краків) |

Додатковий матч на нейтральному полі:
| 4 листопада 1923 року 14:00 |

| «Погонь» (Львів)          | 1 : 1 (1:0) 2 : 1 д.ч. | «Вісла» (Краків) |
| ------------------------- | ---------------------- | ---------------- |
| В. Кухар 44' Гарбень 118' | звіт                   | 46' Ковальський  |

| «Аґриколь» Варшава Глядачів: 5 000 Арбітр: Артур Марчевський (Лодзь) |

Кращі бомбардири чемпіонату Польщі: Мечислав Бач  («Погонь») — 17; Юзеф Ґарбень («Погонь») — 10; Вацлав Кухар («Погонь») — 9;